# Gouvernement van Acker I
Royaume de Belgique
Pierlot VI Van Acker II
Dans un contexte d’après-guerre où le peuple a souffert, la société doit être reconstruite de bout en bout. Afin que celle-ci puisse à nouveau être florissante, il faut commencer par reconstruire le pouvoir, ce qui s'avérera compliqué. En février 1945, à la tête de ce gouvernement d’union nationale catholique-socialiste-libéral-communiste, il y a Achille van Acker, premier ministre, accompagné de ses 17 autres ministres.

## Chronologie
Le 8 février, le prince régent invite le socialiste Achille van Acker à former un nouveau gouvernement.
Le gouvernement van Acker I est à la tête du pays du 12 février au 15 juin 1945, soit pour une courte période de 4 mois.

## Contexte de formation: dissolution du gouvernement Pierlot VI
Le gouvernement van Acker I succède au gouvernement Pierlot VI, gouvernement qui dirige le pays durant la Seconde Guerre mondiale.
Bruxelles est libérée en septembre 1944. À cette période, Pierlot ne souhaite plus poursuivre sa tâche, épuisé de ses années londoniennes, mais il comprend rapidement qu’il doit rester jusqu’à la normalisation de la situation en Belgique.
Lorsque le pays est entièrement libéré en février 1945, le 7 février, après avoir reçu quelques jours auparavant une proposition de remaniement de son cabinet ministériel qu’il a, à ce moment-là, refusée, Hubert Pierlot annonce la démission collective de son gouvernement sans attendre de vote parlementaire.
Achille van Acker, libraire, bourgeois, et homme politique plutôt inconnu prend la place de Pierlot à la tête du gouvernement. Il est secondé par Paul-Henri Spaak, le seul des exilés de Londres à conserver sa fonction ministérielle dans le gouvernement van Acker et cela parce qu’il était un des seuls à ne pas être opposé à la participation communiste.

## Composition
Ce gouvernement est un gouvernement d’union nationale. Il se compose de 18 ministres. À la tête du gouvernement se trouve Achille van Acker.
Le Parti socialiste belge (PSB), dont fait partie le Premier ministre présente une majorité au sein du gouvernement. Paul-Henri Spaak ministre des affaires étrangères et du commerce extérieur fait également partie du PSB, tout en étant associé au Parti communiste belge (PCB) dont font partie également le ministre de la Santé et le ministre du Ravitaillement.
| Ministère                                                 | Nom                        | Parti            |
| --------------------------------------------------------- | -------------------------- | ---------------- |
| Premier ministre et ministre du Charbon                   | Achille van Acker          | PSB-BSP          |
| Ministre des Affaires étrangères et du Commerce extérieur | Paul-Henri Spaak           | PSB-BSP          |
| Ministre des Communications                               | Ernest Rongvaux            | PSB-BSP          |
| Ministre des Travaux publics                              | Herman Vos                 | PSB-BSP          |
| Ministre sans portefeuille                                | Paul Kronacker             | PL-LP            |
| Ministre de l'Information                                 | Edmond Ronse               | Union catholique |
| Ministre de la Justice                                    | Charles du Bus de Warnaffe | Union catholique |
| Ministre de l'Intérieur                                   | Adolphe Van Glabbeke       | PL-LP            |
| Ministre de l'Instruction publique                        | Auguste Buisseret          | PL-LP            |
| Ministre de l'Agriculture                                 | Louis Delvaux              | Union catholique |
| Ministre des Finances                                     | Gaston Eyskens             | Union catholique |
| Ministre du Travail et de la Prévoyance sociale           | Léon-Éli Troclet           | PSB-BSP          |
| Ministre des Affaires économiques                         | Albert De Smaele           | Technicien       |
| Ministre de la Défense nationale                          | Léon Mundeleer             | PL-LP            |
| Ministre de la Santé publique                             | Albert Marteaux            | PCB-KPB          |
| Ministre des Colonies                                     | Edgard De Bruyne           | Union catholique |
| Ministre du Ravitaillement                                | Edgard Lalmand             | PCB-KPB          |
| Ministre des Victimes de la guerre                        | Henri Pauwels              | Technicien       |

## Programme
À travers son discours, prononcé le 14 février 1945 devant les Chambres, l’on peut distinguer les points qu’il considère importants en temps de guerre et les objectifs qu’il souhaite poursuivre lors de sa législature.
Achille van Acker commence sa déclaration gouvernementale en affirmant la résolution de son gouvernement de répondre à la volonté du pays d’accomplir l’effort de guerre au maximum.
Le Premier ministre annonce dès le début de son discours que l’industrie charbonnière se trouvera en tête de son programme car selon lui « le charbon est pour la Belgique aussi important que le pain. » En effet, celle-ci est à la base de l’activité économique et sa production doit être augmentée.
Le gouvernement souhaite également faire des avancées dans le domaine de la sécurité sociale. Dans les deux mois, il s’engage à doter le Royaume d’un statut légalisant les commissions paritaires au sein desquelles les organisations professionnelles auront la place qui leur revient au prorata de leurs effectifs.
Quant à la question du chômage, le gouvernement souhaite l’instauration d’un système « d’inscription préparatoire à la mise au travail de tous les citoyens entre 16 et 45 ans », afin de permettre d’atteindre les buts qu’il s’est assignés. Dans ce domaine il souhaite également une mobilisation civile des catégories de travailleurs dont l’activité professionnelle est nécessaire sur plusieurs plans. Tout d’abord à la conduite de la guerre, ensuite à la reprise harmonieuse de la vie économique mais également au bon fonctionnement des institutions de l’État et à la survie de la population.
Le gouvernement compte apporter une attention toute particulière au sort des classes moyennes commerçantes. Leurs situations fera l’objet d’une vigilance particulière de la part du gouvernement. Celui-ci compte les soutenir et les encourager en vue de leur meilleure organisation.
Une politique ferme en matière d’assainissement financier sera également tenue dans les plus brefs délais. Quant au ravitaillement de la population, le gouvernement demande qu’une aide leur soit apportée de la part des alliés, mais il demande également à la population de faire preuve de bonne volonté afin de pouvoir parvenir à un partage équitable des vivres.
Le besoin de justice constitue également un point essentiel dans la politique de van Acker et ses ministres. Ils attendent une répression importante des attentats contre la Patrie mais clame également la nécessité de libérer les citoyens innocents actuellement réprimés.
Toujours dans cette optique, le gouvernement émet également le souhait de venir en aide le plus possible aux sinistrés de guerre à travers le Ministère des victimes de la guerre.
Quant à l’effort militaire, ce dernier sera intensifié et l’armée réorganisée afin d’être rapidement plus efficace.
Le gouvernement entend également créer un conseil de la Résistance.
Le gouvernement van Acker souhaite que l’union avec les alliés continue dans la paix et que les liens avec les Nations unies se resserrent. Pour finir, il entend évidemment réclamer à l’Allemagne des réparations pour tous les dégâts causés.

## Contexte de dissolution: la question royale
Le 7 mai 1945, un message annonce la libération du roi et de sa famille. Ils ont quitté l’Autriche et se sont installés en Suisse en attendant de rentrer en Belgique. Cette nouvelle ne réjouit ni l’ensemble de la classe politique, ni une partie de la population. La question royale commence à alimenter les conversations.
En ces derniers mois de guerre, le défi est de taille : le pays est exsangue et nécessite un redressement économique et social.
À partir du 22 mai tout commence à s’accélérer, le bureau socialiste adopte une motion en faveur de l’abdication du roi. Le 28 mai se tient un grand meeting socialiste/communiste/libéral de gauche, au cours duquel Buset réclame l’abdication du roi comme seule condition indispensable de la justice. Ensuite, se déroula un congrès national du Parti socialiste qui se tient le 9 et 10 juin, où Paul-Henri Spaak fait un rapport sur le gouvernement actuel et insiste sur le fait qu’une solution urgente doit être trouvée.
À la suite de ces meetings et en raison de l’importance que commence à prendre la question du retour du roi, le Premier ministre ira lui rendre visite les 14 et 15 juin. L’homme à la tête de l’exécutif rend visite au roi qui lui confie son intention de rentrer et lui assigne la tâche de former un nouveau ministère. Durant cette période, tout semblait s’arranger. Les deux hommes avaient mis au point un scénario de retour. Ce scénario était le suivant : 
Le lundi 18 juin le roi rentrerait, son ami socialiste lui remettrait sa démission ainsi que celle du cabinet. Le mardi 19 juin, van Acker annoncerait son retour à la radio et recevrait la presse ainsi que les hauts dignitaires belges et étrangers. Pour finir, le mercredi 20 juin, le roi prononcerait un discours devant le parlement. Discours qui aurait été auparavant lu et approuvé par Achille van Acker.
Cependant, le scénario prévu se déroula tout autrement. En effet, le 15 juin, le Premier ministre rentra à Bruxelles comme prévu. Il tiendra le lendemain un conseil de cabinet afin de discuter du retour du roi comme le prévoyait le plan. Mais deux jours plus tard, le 17 juin, faute d’accord entre les ministres, Achille van Acker démissionna auprès du régent, qui, ne pouvant accepter en des temps pareils, la suspendît. En cas de retour du roi, le gouvernement ne saurait donc contenir les troubles populaires.
Achille van Aecker somme alors le roi de constituer un nouveau gouvernement avant son retour. Il essayera de confier cette tâche à l’éminent procureur général Ganshof van der Meersch qui refusera. La situation s’envenime de plus en plus, le ministre des Affaires étrangères Spaak craint que le roi mène une politique abstentionniste et ne laisse faire le temps jusqu’à de futures élections. C’est dans ce climat pesant que l’homme responsable du gouvernement se rend une 3e fois auprès du Roi, début juillet, pour lui offrir deux solutions. La première étant la pure et simple abdication, alors que la deuxième l’obligeait à participer à un débat parlementaire qui s’attarderait sur deux questions : son attitude pendant l’entrevue avec Hitler au Berchtesgaden ainsi que son attitude pendant sa déportation.
Le roi prend alors la plume et annonce qu’il ne rentrera pas au Pays dans un objectif d’apaisement des esprits et qu’il attendra une consultation populaire quant à son sujet, comme le pensait Spaak. Par ces mots, le roi ne rentre pas en Belgique, mais n’abdique pas pour autant. Le régent est obligé de garder en suspens la démission de son gouvernement, ce qui n’est plus possible
Le 17 juillet 1945, van Acker réunit la Chambre pour donner lecture de la lettre que le roi a adressée au régent. À la fin de cette dernière, il souligne que ce n’est pas au roi de fixer par sa seule volonté, quand il règne et quand il ne règne pas. C’est alors qu’il décida de faire passer un projet de loi interprétatif de l’article 82 de la Constitution soulignant qu’il appartenait aux Chambres de constater que l’impossibilité de régner a bel et bien pris fin. L’avant-projet passe au Sénat le lendemain et la loi est publiée au Moniteur belge le 19 juillet 1945. Cette loi fait alors l’effet d’un coup de tonnerre dans le parti catholique, ce qui provoqua leur démission immédiate et fit couler par la même occasion le gouvernement van Acker I.